# Domèvre-sous-Montfort
Domèvre-sous-Montfort is een gemeente in het Franse departement Vosges (regio Grand Est) en telt 62 inwoners (2009). De plaats maakt deel uit van het arrondissement Neufchâteau.

## Geografie
De oppervlakte van Domèvre-sous-Montfort bedraagt 3,2 km², de bevolkingsdichtheid is dus 19,7 inwoners per km².
De onderstaande kaart toont de ligging van Domèvre-sous-Montfort met de belangrijkste infrastructuur en aangrenzende gemeenten.

## Demografie
Onderstaande figuur toont het verloop van het inwonertal (bron: INSEE-tellingen).